# Кошта, Руй (футболист)
Руй Мануэ́л Се́зар Ко́шта (порт. Rui Manuel César Costa; род. 29 марта 1972, Амадора, Лиссабон) — португальский футболист, игравший на позиции полузащитник. В настоящее время президент футбольного клуба «Бенфика» (Лиссабон).
Считается одним из лучших полузащитников в мировом футболе и одним из лучших игроков Португалии всех времён. Кошта обычно играл в качестве атакующего полузащитника и был особенно известен отличной техникой, игровыми способностями и умением забивать голы. В марте 2004 года Пеле назвал его одним из 125 лучших ныне живущих футболистов.
По прозвищу «Маэстро» и «Иль Мусагете» Кошта провёл большую часть своей карьеры в «Бенфике» в Португалии и «Фиорентине» и «Милане» в Италии. За свою 17-летнюю карьеру он выиграл ряд трофеев: одно чемпионство Португалии, один Кубок Португалии, одно чемпионство Италии, три Кубка Италии, одна Лига чемпионов УЕФА и один Суперкубок УЕФА. За национальную сборную Португалии он сыграл 94 матча, забил 26 голов и представлял страну на трёх чемпионатах Европы и одном чемпионате мира.

## Клубная карьера

### «Бенфика»
В возрасте пяти лет Кошта присоединился к детской футбольной команде лиссабонской «Бенфики». Через десять минут тренировки легенда Португалии, Эйсебио, присматривавший за молодёжью, был впечатлен навыками Кошты. Вплоть до 1990 года он выступал за молодёжную команду «Бенфики». В свой первый полный сезон он был отдан в аренду в «Фафи» на сезон.
В 1991 году после молодёжного чемпионата мира, который Португалия выиграла, он вернулся в «Бенфику». В свой первый полный сезон в «Бенфике» он регулярно выступал за команду. В следующие два сезона его роль в команде оказалась ключевой, поэтому лиссабонский клуб завоевал два трофея. Вместе с Жуаном Виейра Пинту он сформировал грозное партнёрство в полузащите. В последние два сезона с «Бенфикой» он выиграл национальный кубок в 1993 году и национальный чемпионат в сезоне 1993/94. Это был последний чемпионский титул «орлов» за последующие 11 лет.

### «Фиорентина»
В конце третьего сезона в «Бенфики» итальянский клуб «Фиорентина» предложил 1 200 миллионов эскудо (примерно 6 миллионов евро) за молодого полузащитника. Поскольку «орлы» боролись с финансовыми проблемами, Коште пришлось уйти.
Несмотря на жёсткую конкуренцию с лучшими полузащитниками того времени, такими как Зинедин Зидан, Коста несколько раз признавался лучшим игроком под номером 10 в Серии А. Его уход из «Фиорентины» обсуждался каждый сезон, поскольку интерес к нему постоянно проявляли многие клубы. Однако он покинул «Фиорентину» всего за один сезон до их банкротства в сезоне 2001/02. С флорентийским клубом Кошта дважды выиграл Кубок Италии, а также Суперкубок Италии. В июне 2001 года «Фиорентина» согласилась продать «Парме» Кошту и Франческо Тольдо за 140 миллиардов лир. Несмотря на то, что оба игрока отказались переходить, Кошта и Тольдо были проданы «Милану» и «Интеру» соответственно за одинаковую общую сумму за трансфер.

### «Милан»
Фатих Терим был тренером «Фиорентины» в сезоне 2000/01. Когда он уходил из «Фиорентины» в «Милан», он взял с собой Кошту, заплатив за игрока 85 миллиардов лир (43 898 836 евро). Таким образом, Кошта стал самым дорогим трансфером «Милана» за всю историю.
27 сентября 2001 года Коста забил свой первый гол за «Милан», открыв счёт в домашней игре первого раунда Кубка УЕФА против борисовского БАТЭ (4:0). Он также отметился голами в победах над софийским ЦСКА (второй раунд) и «Хапоэля» из Тель-Авива (четвертьфинал).
18 декабря 2002 года Кошта забил гол в ответном матче 1/8 финала Кубка Италии, сравняв счёт против «Анконы» на «Сан-Сиро» (5:1). В майских финальных играх над «Ромой» он сыграл всего 30 минут, выйдя на замену, поскольку бразильцы Ривалдо и Сержиньо играли в атаке. Это должно было дать ему отдых перед финалом Лиги чемпионов УЕФА 2003 года против «Ювентуса», в котором он из-за травмы был заменён на Массимо Амброзини ближе к концу основного времени, а «россонери» выиграли матч в серии послематчевых пенальти на «Олд Траффорде». 29 августа он также сыграл за «Милан» в победном Суперкубке УЕФА 2003 года против португальского «Порту» (1:0), в котором единственный гол забил Андрей Шевченко.
С 2003 по 2004 год игровое время Кошты было ограничено молодым бразильским игроком Кака.

### Возвращение в «Бенфику»

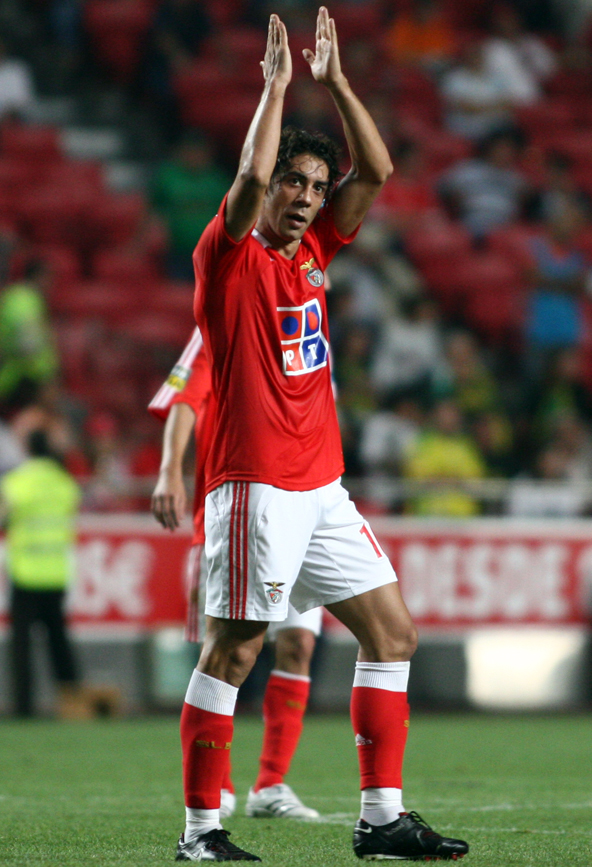
Руй Кошта в составе «Бенфики»

25 мая 2006 года на пресс-конференции было объявлено о возвращении Кошты в «Бенфику», чтобы сыграть в предстоящем сезоне. Он покинул «Милан» после того, как и игрок, и клуб достигли соглашения о расторжении его контракта. Кошта отказался от своего годового контракта с «Миланом» на 4,6 миллиона евро после того, как год за годом мечтал о своём возвращении в «Бенфику». В августе 2006 года он вышел в стартовом составе в первом матче третьего квалификационный раунда Лиги чемпионов 2006/2007 против венской «Аустрии» (1:1). В ответном матче на «Эштадиу да Луш» Кошта забил гол на 21-й минуте. «Бенфика» выиграла со счётом 3:0 и вышла в групповой этап Лиги чемпионов.
После начала сезона Кошта получил серьёзную травму, из-за которой выбыл из строя на три месяца. Он вернулся в январе 2007 года в матче четвёртого раунда Кубка Португалии против «Оливейра-ду-Байру». После своего возвращения он использовался в качестве основного игрока в стартовом составе «Бенфики» под руководством менеджера Фернанду Сантуша. В его первом сезоне «Бенфика» финишировала позади своих соперников «Порту» и «Спортинга» в Примейра-лиге. В других соревнованиях, в которых участвовала «Бенфика», клуб вылетал на стадии 1/8 финала национального кубка и вылетал из Кубка УЕФА уступив испанскому клубу «Эспаньол» в четвертьфинале.
Перед началом сезона 2007/08 Кошта объявит, что этот сезон станет для него последним в качестве профессионального футболиста. Несмотря на увольнение Фернанду Сантуша в начале кампании, Кошта остался игроком основной команды под руководством Хосе Антонио Камачо. В первом матче сезона Кошта сыграл решающую роль в «Бенфике», вышедшей в групповой этап Лиги чемпионов. Он забил два гола в первом отборочном матче против «Копенгагена». Он также сыграл важную роль в ответном матче, где «Бенфика» обыграла датскую команду со счётом 1:0 на выезде, закрепив третье подряд присутствие «Бенфики» на групповом этапе.
В сентябре 2007 года Кошта забил свой первый гол в лиге с момента своего возвращения в «Бенфику» в матче против «Насьонала». Его выступления в лиге принесли ему награду «Игрока месяца SJPF» в сентябре 2007 года. На групповой этапе Лиги чемпионов «Бенфика» играла с бывшим клубом Кошты «Милан». В первом матче португальский клуб играл с «россонери» на «Сан-Сиро», где хозяева выиграл со счётом 2:1. В ответном матче коллективы сыграли вничью (1:1) на «Эштадиу да Луш». «Бенфика» завершила групповой этап на третьем месте после «Милана» и «Селтика», тем самым выйдя в плей-офф Кубка УЕФА.
В новом году «Бенфика» потеряла очки в матчах против «Академики» (Коимбра), «Браги», «Порту», «Спортинга» и «Униан Лейрии», что фактически выбило их из чемпионской гонки. Их неспособность побороться за титул привела к тому, что «Бенфика» расставила свои приоритеты, чтобы занять третье место, что обеспечило квалификацию в Лигу чемпионов. В конечном итог лиссабонский клуб не смог занять третье место, которое вместо этого досталось недавно получившей повышение «Витории». Также «Бенфика» выбыла в Кубке УЕФА на стадии 1/8 финала, проиграв испанскому «Хетафе». Под капитанством Кошты «Бенфика» также потерпела неудачу в Кубке Португалии, где они проиграли «Спортингу» в полуфинале. Свой последний матч Кошта сыграл 11 мая 2008 года на «Эштадиу да Луш» против «Витории» из Сетубала. Его заменили на 86-й минуте под аплодисменты зрителей.

## Международная карьера

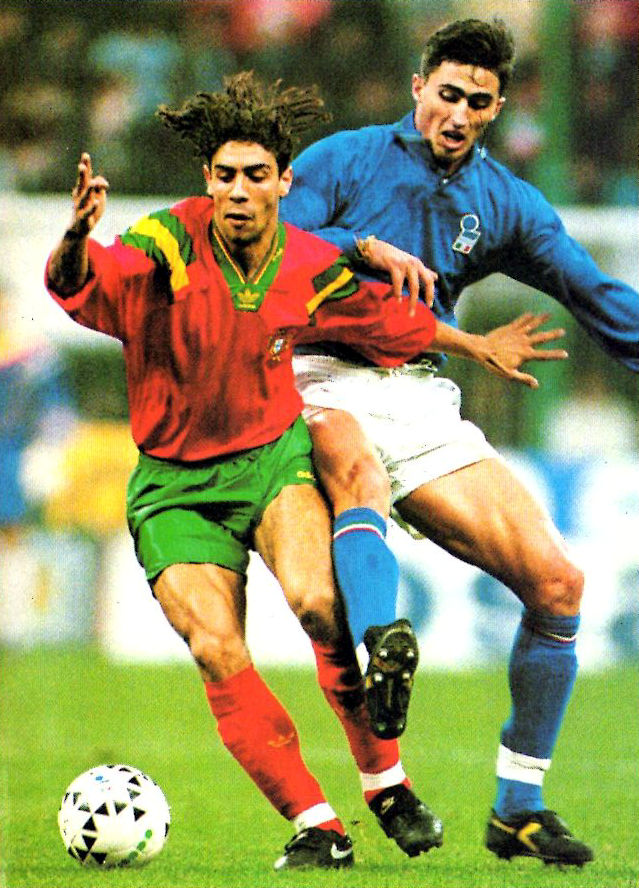
Руй Кошта в составе сборной Португалии

Летом 1991 года выступления Кошты в «Фафе» настолько впечатлили тренера молодёжной сборной Португалии Карлуша Кейруша, что его вызвали в команду, чтобы представлять Португалию на молодёжном чемпионате мира, который португальцы выиграли. Его решающий пенальти против Бразилии в финале помог выиграть титул на родине и провозгласил Кошту одним из самых ярких представителей того, что впоследствии стало известно как «Золотое поколение».
Кошта был одним из самых стабильных игроков Португалии на высшем уровне, поскольку команда дошла до четвертьфинала Евро-1996, полуфинала Евро-2000 и финала Евро-2004.
Кошта сыграл особенно важную роль в том, чтобы помочь Португалии выйти в финал в 2004 году на родной земле, забив гол в дополнительное время четвертьфинальной игры против Англии.
Коста также принял участие на чемпионате мира 2002 года в Японии и Южной Корее, забив гол Португалии в игре групповой стадии против Польши (4:0). Единственное удаление в его карьере случилось в международном матче против Германии.
Несмотря на то, что Кошта был в основном поставщиком, он забил 26 голов в 94 играх. Стал восьмым по количеству сыгранных матчей в Португалии и седьмым по результативности.

## Статистика

### Клубная
| Клуб          | Сезон      | Лига          | Лига  | Лига | Кубок | Кубок | Европа | Европа | Другое | Другое | Итог  | Итог |
| Клуб          | Сезон      | Дивизион      | Матчи | Голы | Матчи | Голы  | Матчи  | Голы   | Матчи  | Голы   | Матчи | Голы |
| ------------- | ---------- | ------------- | ----- | ---- | ----- | ----- | ------ | ------ | ------ | ------ | ----- | ---- |
| Фафи (аренда) | 1990/91    | Сегунда       | 38    | 6    | 0     | 0     | —      | —      | —      | —      | 38    | 6    |
| Бенфика       | 1991/92    | Примейра-лига | 21    | 4    | 3     | 0     | 7      | 0      | 1      | 0      | 32    | 4    |
| Бенфика       | 1992/93    | Примейра-лига | 23    | 4    | 4     | 1     | 4      | 0      | 1      | 0      | 32    | 5    |
| Бенфика       | 1993/94    | Примейра-лига | 34    | 5    | 3     | 1     | 8      | 4      | 2      | 0      | 47    | 10   |
| Бенфика       | Итог       | Итог          | 78    | 13   | 10    | 2     | 19     | 4      | 4      | 0      | 111   | 19   |
| Фиорентина    | 1994/95    | Серия A       | 31    | 9    | 4     | 0     | —      | —      | —      | —      | 35    | 9    |
| Фиорентина    | 1995/96    | Серия A       | 34    | 4    | 7     | 2     | —      | —      | —      | —      | 41    | 6    |
| Фиорентина    | 1996/97    | Серия A       | 28    | 2    | 1     | 0     | 8      | 0      | 1      | 0      | 38    | 2    |
| Фиорентина    | 1997/98    | Серия A       | 32    | 3    | 5     | 2     | —      | —      | —      | —      | 37    | 5    |
| Фиорентина    | 1998/99    | Серия A       | 31    | 10   | 7     | 4     | 1      | 0      | —      | —      | 39    | 14   |
| Фиорентина    | 1999/2000  | Серия A       | 30    | 4    | 4     | 0     | 14     | 2      | —      | —      | 48    | 6    |
| Фиорентина    | 2000/01    | Серия A       | 29    | 6    | 7     | 2     | 2      | 0      | —      | —      | 38    | 8    |
| Фиорентина    | Итог       | Итог          | 215   | 38   | 35    | 10    | 25     | 2      | 1      | 0      | 276   | 50   |
| Милан         | 2001/02    | Серия A       | 22    | 0    | 1     | 0     | 10     | 3      | —      | —      | 33    | 3    |
| Милан         | 2002/03    | Серия A       | 25    | 0    | 5     | 1     | 18     | 0      | —      | —      | 48    | 1    |
| Милан         | 2003/04    | Серия A       | 28    | 3    | 4     | 0     | 6      | 0      | 3      | 0      | 41    | 3    |
| Милан         | 2004/05    | Серия A       | 24    | 1    | 4     | 0     | 9      | 0      | 1      | 0      | 38    | 1    |
| Милан         | 2005/06    | Серия A       | 25    | 0    | 3     | 3     | 4      | 0      | —      | —      | 32    | 3    |
| Милан         | Итог       | Итог          | 124   | 4    | 17    | 4     | 47     | 3      | 4      | 0      | 192   | 11   |
| Бенфика       | 2006/07    | Примейра-лига | 14    | 0    | 3     | 0     | 5      | 1      | —      | —      | 22    | 1    |
| Бенфика       | 2007/08    | Примейра-лига | 29    | 5    | 4     | 3     | 12     | 2      | 0      | 0      | 45    | 10   |
| Бенфика       | Итог       | Итог          | 43    | 5    | 7     | 3     | 17     | 3      | 0      | 0      | 67    | 11   |
| Общий итог    | Общий итог | Общий итог    | 498   | 66   | 69    | 19    | 108    | 12     | 9      | 0      | 684   | 97   |

### Международная
| Сборная    | Год  | Матчи | Голы |
| ---------- | ---- | ----- | ---- |
| Португалия | 1993 | 7     | 2    |
| Португалия | 1994 | 5     | 1    |
| Португалия | 1995 | 7     | 3    |
| Португалия | 1996 | 11    | 2    |
| Португалия | 1997 | 4     | 0    |
| Португалия | 1998 | 5     | 3    |
| Португалия | 1999 | 9     | 6    |
| Португалия | 2000 | 13    | 3    |
| Португалия | 2001 | 6     | 0    |
| Португалия | 2002 | 7     | 2    |
| Португалия | 2003 | 11    | 1    |
| Португалия | 2004 | 9     | 3    |
| Итог       | Итог | 94    | 26   |

| №  | Дата             | Место                                         | Соперник          | Счёт | Результат | Турнир                  |
| -- | ---------------- | --------------------------------------------- | ----------------- | ---- | --------- | ----------------------- |
| 1  | 19 июня 1993     | Бесса, Порту, Португалия                      | Мальта            | 2-0  | 4-0       | Квалификация на ЧМ 1994 |
| 2  | 5 сентября 1993  | Кадриорг, Таллинн, Эстония                    | Эстония           | 1-0  | 2-0       | Квалификация на ЧМ 1994 |
| 3  | 7 сентября 1994  | Уиндзор Парк, Белфаст, Северная Ирландия      | Северная Ирландия | 1-0  | 2-1       | Квалификация на ЧЕ 1996 |
| 4  | 15 августа 1995  | Шпортпарк Эшен-Маурен, Эшен, Лихтенштейн      | Лихтенштейн       | 3-0  | 7-0       | Квалификация на ЧЕ 1996 |
| 5  | 15 августа 1995  | Шпортпарк Эшен-Маурен, Эшен, Лихтенштейн      | Лихтенштейн       | 6-0  | 7-0       | Квалификация на ЧЕ 1996 |
| 6  | 15 сентября 1995 | Эштадиу да Луш (1954), Лиссабон, Португалия   | Ирландия          | 1-0  | 3-0       | Квалификация на ЧЕ 1996 |
| 7  | 24 января 1996   | Парк де Пренс, Париж, Франция                 | Франция           | 2-1  | 2-3       | Товарищеский матч       |
| 8  | 9 октября 1996   | Кемаль Стафа, Тирана, Албания                 | Албания           | 3-0  | 3-0       | Квалификация на ЧМ 1998 |
| 9  | 19 августа 1998  | Сан Мигел, Понта-Делгада, Португалия          | Мозамбик          | 1-0  | 2-1       | Товарищеский матч       |
| 10 | 19 августа 1998  | Сан Мигел, Понта-Делгада, Португалия          | Мозамбик          | 2-0  | 2-1       | Товарищеский матч       |
| 11 | 6 сентября 1998  | Ференц Пушкаш, Будапешт, Венгрия              | Венгрия           | 3-1  | 3-1       | Квалификация на ЧЕ 2000 |
| 12 | 31 марта 1999    | Шпортпарк Эшен-Маурен, Эшен, Лихтенштейн      | Лихтенштейн       | 1-0  | 5-0       | Квалификация на ЧЕ 2000 |
| 13 | 31 марта 1999    | Шпортпарк Эшен-Маурен, Эшен, Лихтенштейн      | Лихтенштейн       | 5-0  | 5-0       | Квалификация на ЧЕ 2000 |
| 14 | 9 июня 1999      | Сидади-ди-Коимбра, Коимбра, Португалия        | Лихтенштейн       | 7-0  | 8-0       | Квалификация на ЧЕ 2000 |
| 15 | 9 июня 1999      | Сидади-ди-Коимбра, Коимбра, Португалия        | Лихтенштейн       | 8-0  | 8-0       | Квалификация на ЧЕ 2000 |
| 16 | 18 августа 1999  | Национальный стадион, Лиссабон, Португалия    | Андорра           | 1-0  | 4-0       | Товарищеский матч       |
| 17 | 9 октября 1999   | Эштадиу да Луш (1954), Лиссабон, Португалия   | Венгрия           | 1-0  | 3-0       | Квалификация на ЧЕ 2000 |
| 18 | 29 марта 2000    | Магальяйнш Песоа, Лейрия, Португалия          | Дания             | 1-1  | 2-1       | Товарищеский матч       |
| 19 | 16 августа 2000  | Фонтелу, Визеу, Португалия                    | Литва             | 3-1  | 5-1       | Товарищеский матч       |
| 20 | 3 сентября 2000  | Кадриорг, Таллинн, Эстония                    | Эстония           | 1-0  | 3-1       | Квалификация на ЧМ 2002 |
| 21 | 10 июня 2002     | Чонджу уорлд кап стадиум, Чонджу, Южная Корея | Польша            | 4-0  | 4-0       | ЧМ 2002                 |
| 22 | 16 октября 2002  | Уллеви, Гётеборг, Швеция                      | Швеция            | 3-2  | 3-2       | Товарищеский матч       |
| 23 | 11 октября 2003  | Ду Рештелу, Лиссабон, Португалия              | Албания           | 3-2  | 5-3       | Товарищеский матч       |
| 24 | 29 мая 2004      | Муниципальный стадион, Агеда, Португалия      | Люксембург        | 3-0  | 3-0       | Товарищеский матч       |
| 25 | 16 июня 2004     | Эштадиу да Луш, Лиссабон, Португалия          | Россия            | 2-0  | 2-0       | ЧЕ 2004                 |
| 26 | 24 июня 2004     | Эштадиу да Луш, Лиссабон, Португалия          | Англия            | 2-1  | 2-2       | ЧЕ 2004                 |

## Достижения
Командные
«Бенфика»
- Чемпион Португалии: 1993/94
- Обладатель Кубка Португалии: 1992/93

«Фиорентина»
- Обладатель Кубка Италии (2): 1995/96, 2000/01
- Обладатель Суперкубка Италии: 1996

«Милан»
- Чемпион Италии: 2003/04
- Обладатель Кубка Италии: 2002/03
- Обладатель Суперкубка Италии: 2004
- Победитель Лиги чемпионов: 2002/03
- Обладатель Суперкубка УЕФА: 2003
- Финалист Лиги чемпионов: 2004/05

Сборная Португалии
- Чемпион мира среди молодёжных команд: 1991
- Бронзовый призёр чемпионата Европы: 2000
- Вице-чемпион Европы: 2004

Личные
- Лучший ассистент Лиги чемпионов УЕФА: 2002/03
- Входит в состав символической сборной по итогам чемпионата Европы по версии УЕФА (2): 1996, 2000
- Входит в список ФИФА 100
- Офицер ордена Инфанта дона Энрике
- Введён в зал славы клуба «Фиорентина»
- Введён в зал славы клуба «Милан»
- Golden Foot: 2024 (в номинации «Легенды футбола»)